# 小早川清
小早川 清（こばやかわ きよし、1899年〈明治32年〉8月29日 - 1948年〈昭和23年〉4月4日）は、大正時代から昭和時代にかけての浮世絵師、日本画家、版画家。

## 来歴
鏑木清方の門人。1899年に福岡県福岡市博多に生まれる。小児麻痺による後遺症により、左手一本で絵を描いた。初めは13歳の時に上田鉄耕に師事して南画を学んだ後、19歳の頃に上京して清方に美人画を学んだ。清方門下が集う郷土会に参加して腕を上げていき、「長崎のお菊さん」が1924年（大正13年）の第5回帝展に初入選した。その後も浮世絵やキリシタン文学の研究による考証を基として、長崎を題材とした異国情緒溢れる美人画を描いており、1934年（昭和9年）の第15回帝展までほぼ毎回となる入選を重ねた。特に1933年（昭和8年）には歌手の市丸を描いた「旗亭涼宵」が第14回帝展で新特選を受賞している。
また新版画の分野においても活躍しており、1927年（昭和2年）頃から木版画を制作し始める。1930年（昭和5年）から翌1931年（昭和6年）には「近代時世粧」というシリーズを私家版により制作、各100部限定で『ほろ酔ひ』、『化粧』、『爪』、『瞳』、『黒髪』、『口紅』と版行を重ねた。「近代時世粧」シリーズは清の木版画家としての代表作として知られている。続いて1932年（昭和7年）には版元長谷川から「踊り」、「唐人お吉」、「ダンサー」を同じく100部限定で版行した。1934年（昭和9年）頃に渡辺版画店より「舞踏」を版行、同じ頃に高見澤木版社と丹緑堂から「美女三態」シリーズとして『髪』、『湯上り』、『艶姿（芸者市丸）』が出版された。『艶姿』、『湯上がり』、「舞踏」なども佳作とされている。これらを彫ったのは高野七之助で、摺師は斧富三郎であった。その作風は艶やかさと華やかさを兼ね備えたもので当時の現代的な女性像を表現している。
1936年（昭和11年）文展招待展に「宵」を出品してからは、翌1937年（昭和12年）の第1回新文展以降は無鑑査となり、文展及び新文展に作品を出品した。その他にも日本画会、青衿会などにも会員として多くの作品を発表した。戦後にも数点作品を発表しているが、やはり昭和初期の頃の作品に人気が集まる。代表作として「長崎のお菊さん」のほかに、「春琴」などがあげられる。浮世絵を蒐集しており、またその研究もしていた。1948年（昭和23年）4月4日、東京都大田区の自宅で脳溢血により急逝した。48歳没。

## 作品
- 「長崎のお菊さん」

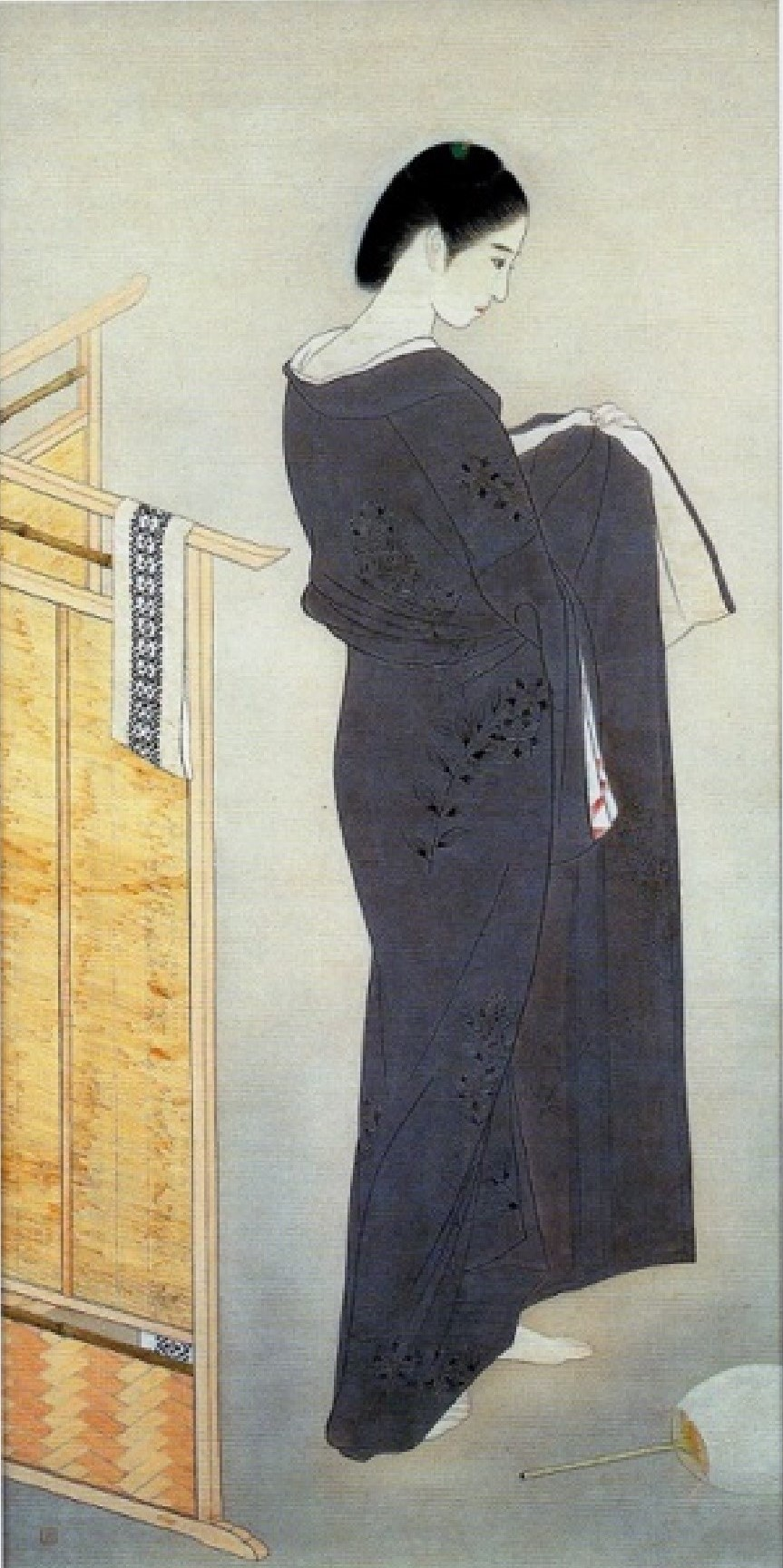
「宵」 絹本着色 1936年
島根県立石見美術館所蔵

- 「旗亭涼宵」 絹本着色 島根県立石見美術館所蔵 昭和8年（1933年）
- 「宵」 絹本着色 島根県立石見美術館所蔵 昭和11年（1936年）
- 「唐人お吉」 絹本着色 福富太郎コレクション
- 「蘭館婦女の図」
- 「行く春」
- 「美人詠歌図」
- 「赤いドレス」 紙本著色 二曲一隻 千葉市美術館所蔵 昭和初期
- 「童子」 紙本着色 東京国立近代美術館所蔵 昭和17年（1942年）
- 「化粧」 木版画 東京国立近代美術館所蔵
- 「踊り」 木版画 東京国立近代美術館所蔵 昭和7年（1932年）
- 「舞踏」　渡辺版　木版画　昭和9年（1934年）
- 「踊り」 長谷川版　木版画 福岡市美術館所蔵 昭和7年（1932年）
- 「ダンサー」　長谷川版　木版画　福岡市美術館所蔵　昭和7年（1932年）
- 「芸者市丸」　高見沢版　木版画　福岡市美術館所蔵　昭和8年（1933年）頃
- 「湯上り」　高見沢版　木版画　福岡市美術館所蔵　昭和8年（1933年）頃
- 「近世時世粧ノ内　一　ほろ酔ひ」　私家版　木版画　アーサー・M・サックラーミュージアム（英語版）所蔵　昭和5年（1930年）2月
- 「近世時世粧ノ内　四　瞳」　私家版　木版画　アーサー・M・サックラーミュージアム所蔵　昭和6年（1931年）1月
- 「近世時世粧ノ内　六　口紅」　私家版　木版画　アーサー・M・サックラーミュージアム所蔵　昭和6年（1931年）3月

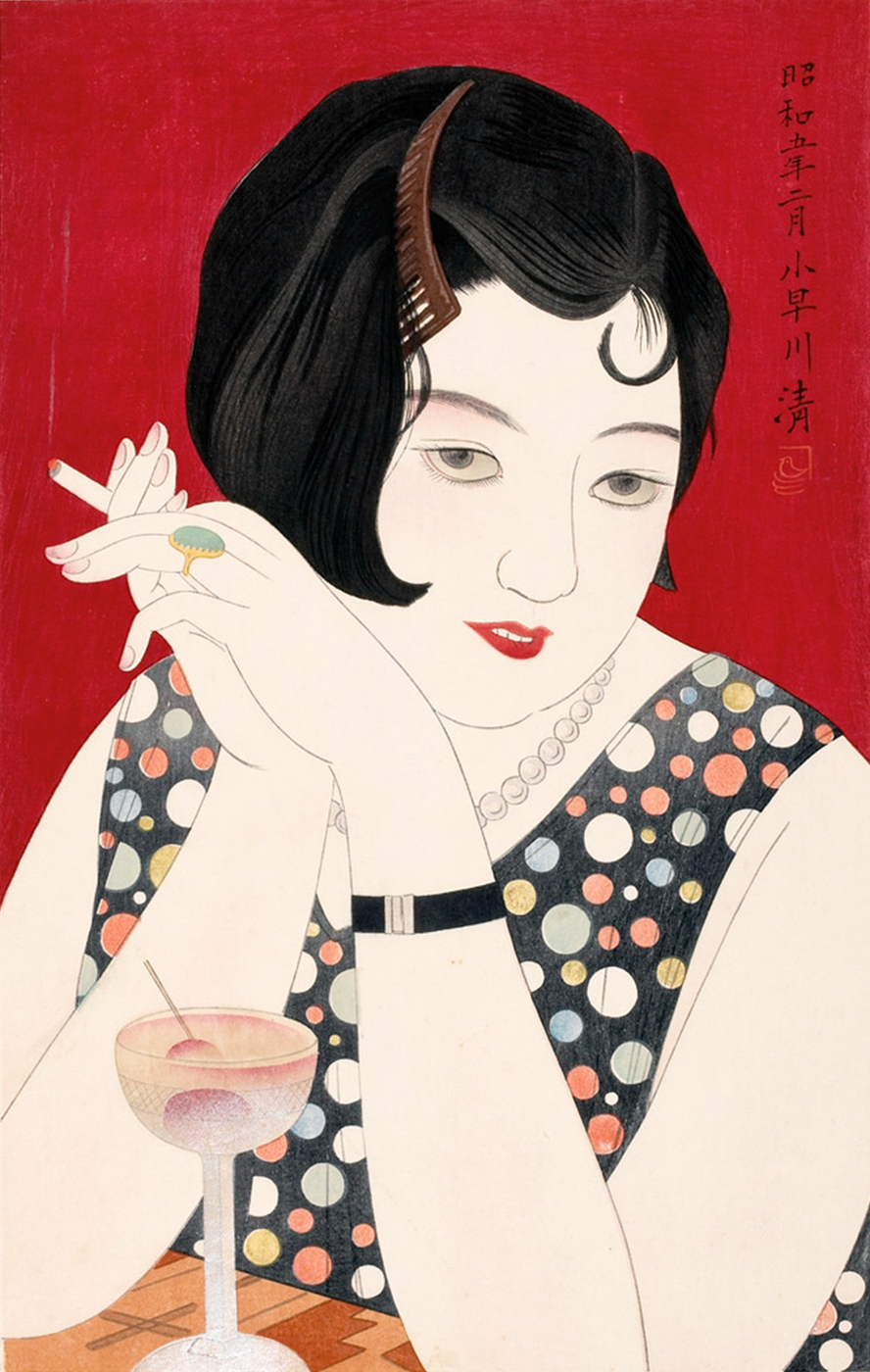
近代時世粧ノ内 一 「ほろ酔ひ」 1930年
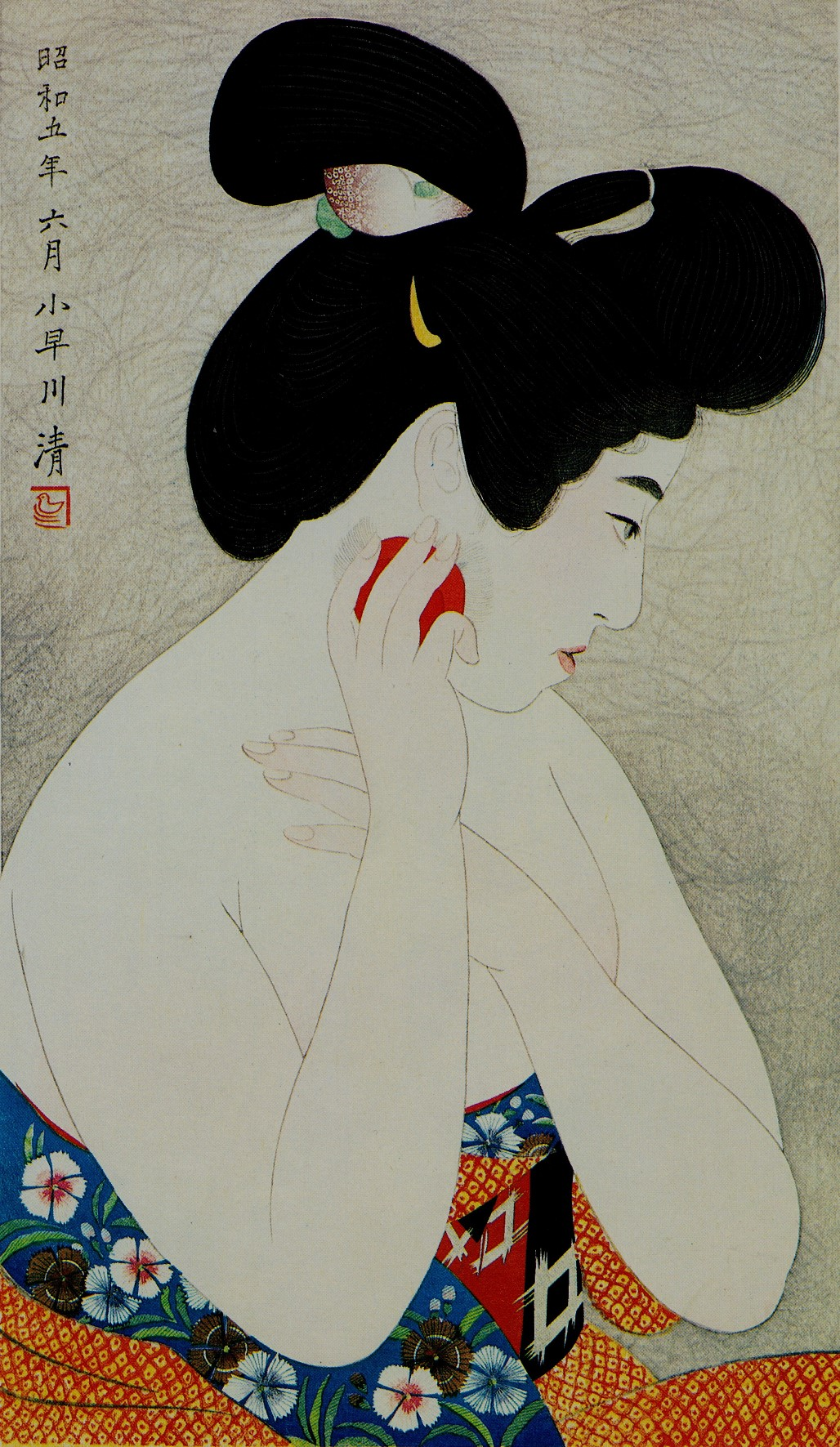
近代時世粧ノ内 ニ 「化粧」 1930年
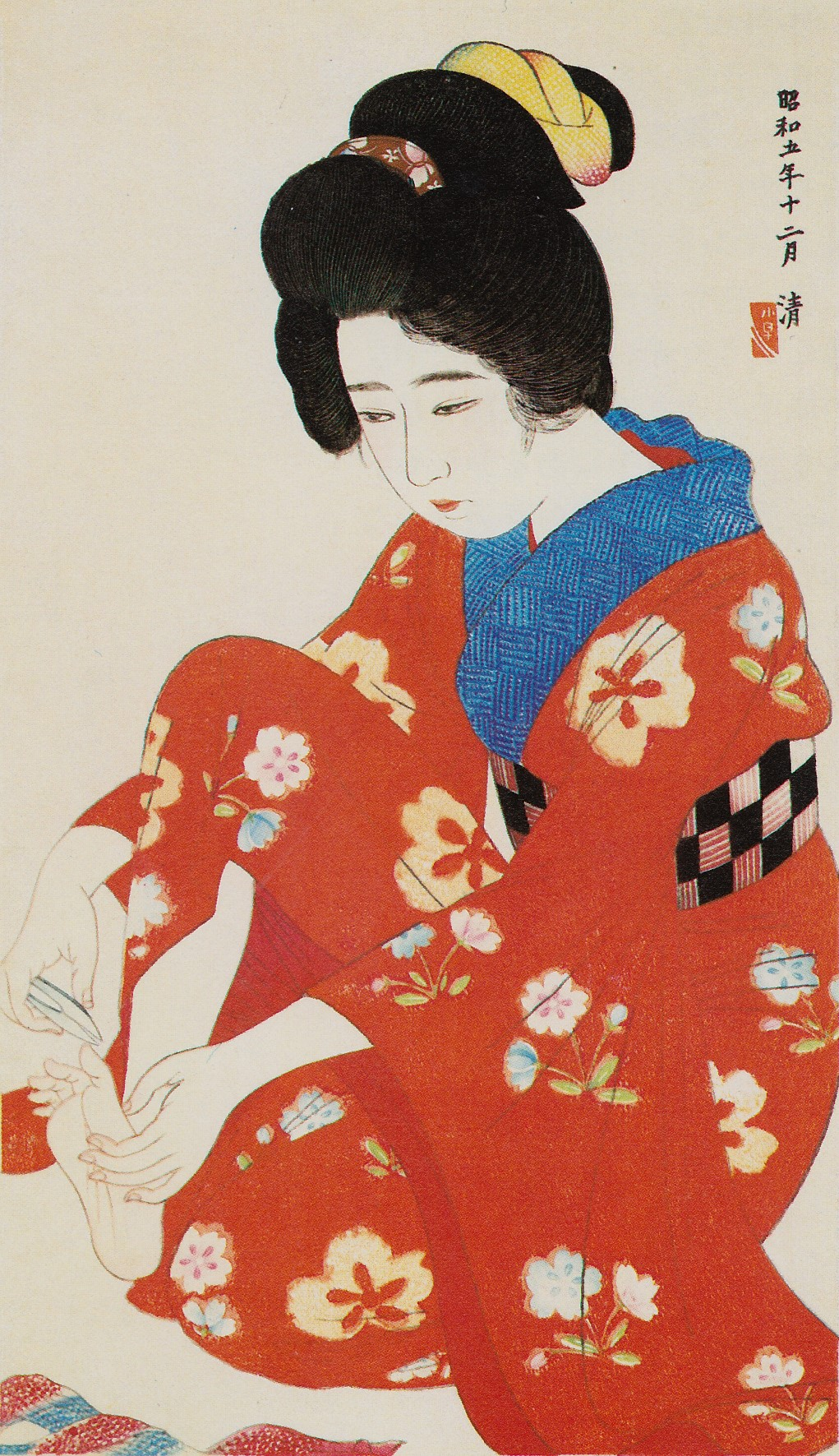
近代時世粧之内 三 「爪」 1930年
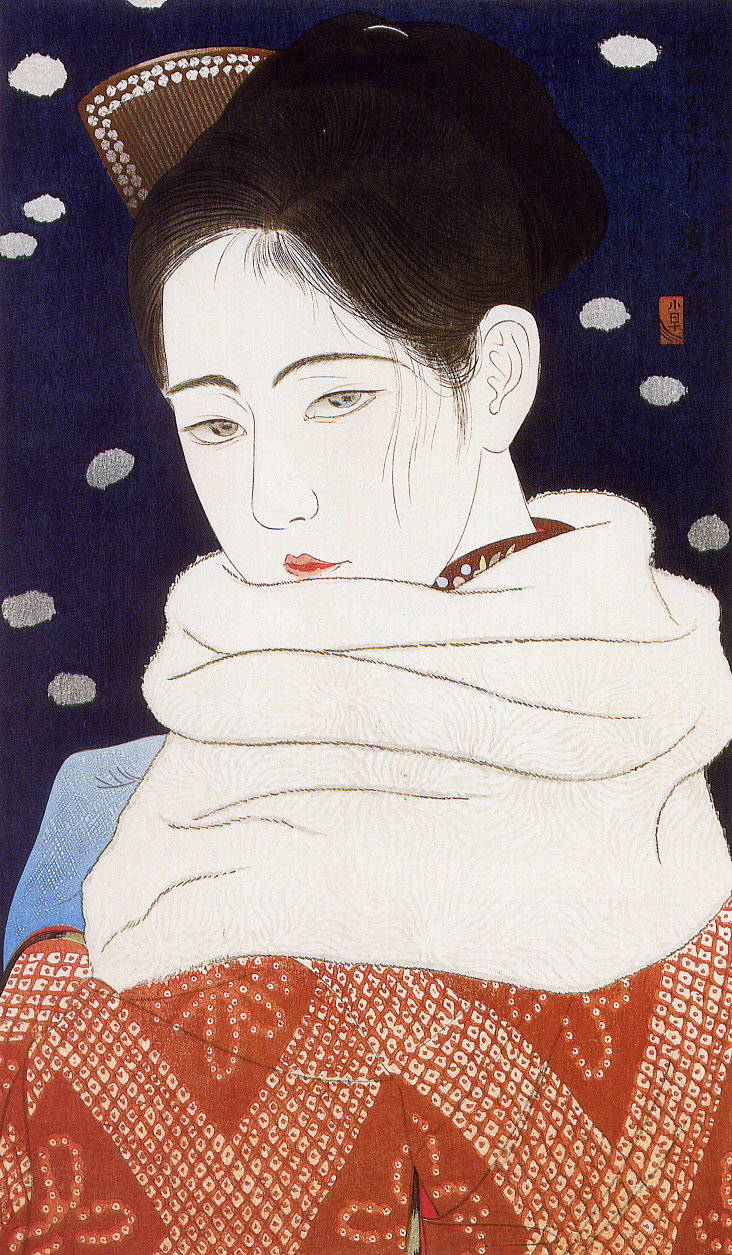
近代時世粧ノ内 四 「瞳」 1931年
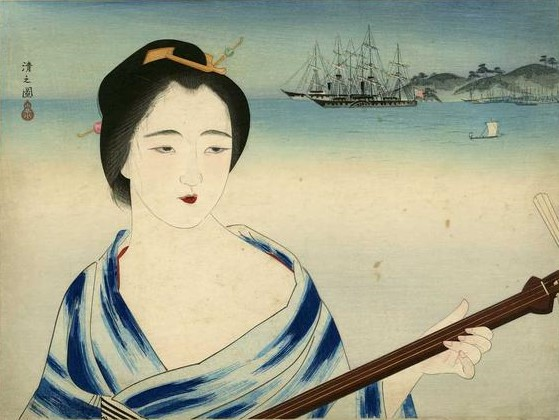
「唐人お吉」 1932年 木版
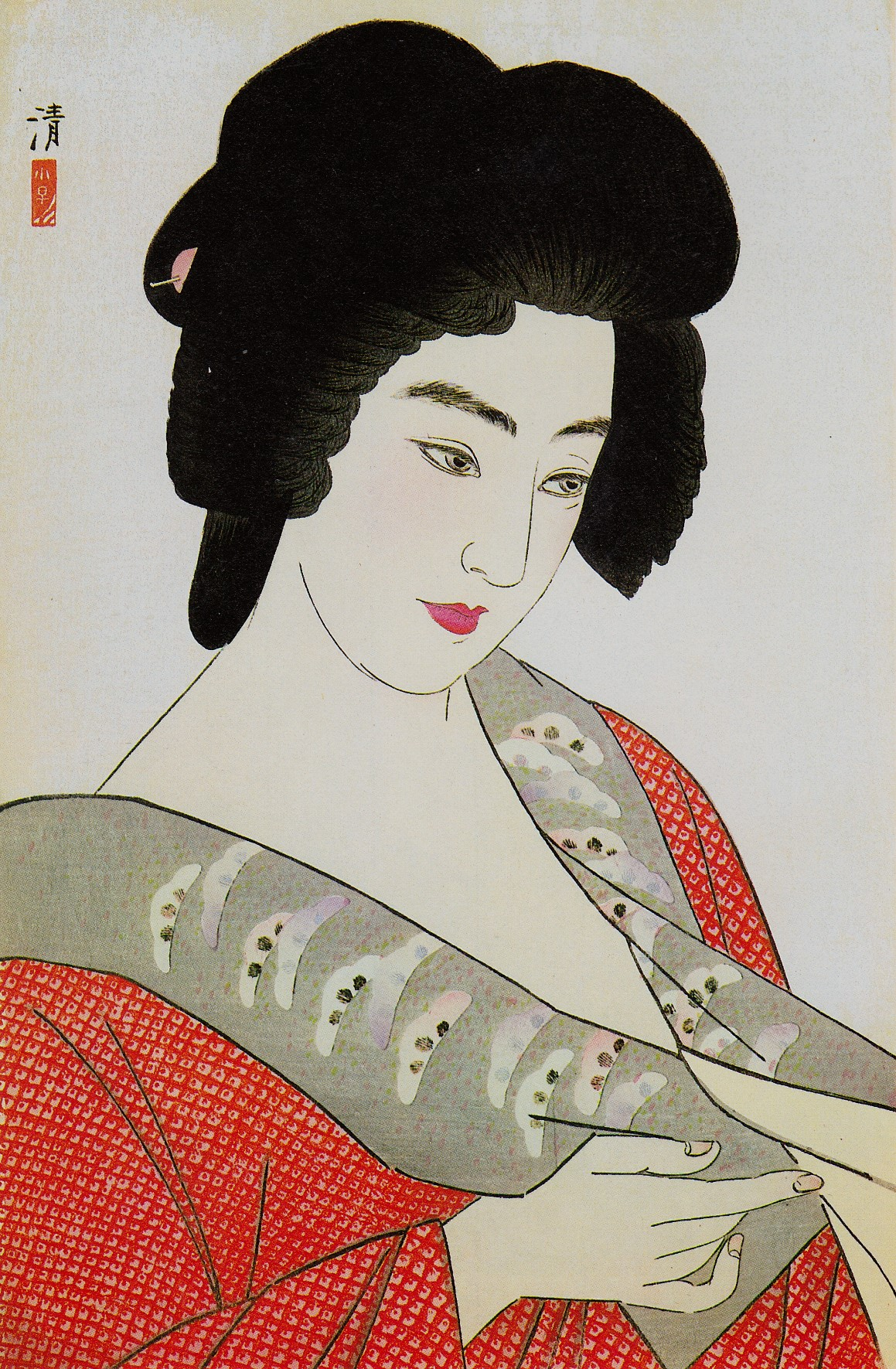
美女三態 「艶姿（芸者市丸）」1933年頃 木版･雲母

### 註釈
1. ↑  出典は1935年3月に出版された『浮世絵藝術』に清本人が発表した文章「不知火」によるが、当時の作品は発見されておらず詳細は不明である[2]。
2. ↑  『髪』には着物の色が異なる私家版もあるとされる[2]。